# 追跡!あのニュースの続き
『追跡!あのニュースの続き』（ついせき あのニュースのつづき）は、フジテレビ系列で不定期放送されていた関西テレビ製作のバラエティ番組。第2回目以降は『大追跡!あのニュースの続き』（だいついせき - ）と題して放送された。

## 概要
過去にニュースで話題になった人物や社会現象などを追跡捜査していた特別番組。

## 放送日
すべてJST。
- 第1回：2009年8月23日（日曜）0 16:05 - 17:20 （『日曜スペシャル』枠）
- 第2回：2010年3月23日（火曜）0 22:00 - 23:24
- 第3回：2010年12月26日（日曜） 22:00 - 23:45
- 第4回：2011年12月20日（火曜） 22:30 - 23:52

以降放送されてない。

## 出演者

### MC
- 千原ジュニア（千原兄弟）

### アシスタント
- 山田玲奈 - 第1回のみに出演。
- 加藤夏希 - 第2回から出演。

### ナレーター
- 佐藤賢治

### パネラー
第1回
- 河本準一（次長課長）
- 臼田あさ美
- 細川茂樹
- 柴田理恵
- 渡辺正行

第2回
- おぎやはぎ
- ほっしゃん。
- 清水ミチコ
- 小森純
- 白石美帆
- 大和田伸也

第3回
- ケンドーコバヤシ
- 河本準一（次長課長）
- 宮崎美子
- 加藤あい
- 大和田伸也

第4回
- 薬丸裕英
- 岡田圭右（ますだおかだ）
- バナナマン
- 小島慶子
- 菜々緒

### ロケリポーター
第1回
- 浅越ゴエ（ザ・プラン9）
- 世界のナベアツ
- 椿鬼奴
- 笑福亭笑瓶

第2回
- イモトアヤコ
- 浅越ゴエ（ザ・プラン9）
- 世界のナベアツ
- 椿鬼奴
- 有吉弘行
- 大久保佳代子（オアシズ）

第3回
- 浅越ゴエ（ザ・プラン9）
- 世界のナベアツ
- 椿鬼奴
- 有吉弘行
- 大久保佳代子（オアシズ）
- 山崎樹範

第4回
- 大桃美代子
- 大久保佳代子（オアシズ）
- 山崎樹範
- 椿鬼奴
- 今野浩喜（キングオブコメディ）

## 取り上げられた内容

### 第1回
- 中国パクリ遊園地（リポーター：浅越ゴエ） - 2007年5月に話題になった北京の石景山遊園地を調査。ニセモノの着ぐるみはもういなかったが、ドラえもんやピカチュウのぬいぐるみは売られていた。
- ピアノマン - 2005年4月に「ピアノマン」として世界中の注目を集めた当時20歳のドイツ人、アンドレアス・グラッセルを調査。ドイツのピアノマンの家を訪問し母が応対したが、ピアノマンが今何をしているかは答えず。しかし、その後の調査によりスイスの大学でフェミニズムを専門に勉強していることが分かった。
- 話題の動物 - レッサーパンダの風太くん（千葉市動物公園）、人工尾びれイルカのフジ（沖縄美ら海水族館）、ウーパールーパーを調査。風太、フジは健在だった。ウーパールーパーは富山県の日本生物教材研究センターで食用にする試みが行われていた。
- 2000円札（リポーター：世界のナベアツ） - 2000年に発行された2000円札が多く流通している沖縄県を調査。2000円札をテーマにしたお笑いコンテスト「2000円札応援祭り」が開催されていたため、世界のナベアツも参加するが2位に終わった。
- 心霊現象（リポーター：椿鬼奴） - 青森県の正伝寺にある幕末の武士・渡邊金三郎が打ち首にされた様子を描いた生首の掛け軸を調査。1976年8月20日、日本テレビ『あなたのワイドショー』生放送中に生首の目が開いたとして話題となった掛け軸だったが、目は開かなかった。また、ドラマ『白い春』で人間の顔が映りこみ「心霊現象」と騒がれたシーンをロケ地に赴き検証。ロケ地に面した食堂と隣の薬局の間に窪みがあり、椿がそこから顔を出すと問題のシーンを再現できたことや、食堂の店主が「（映りこんだ人は）隣の薬局で働いている女性」と証言したことから心霊現象ではないと思われるが、薬局が休業中だったため「追加取材中」という結果となった。
- イラク3邦人人質事件（リポーター：笑福亭笑瓶） - 2004年4月に起こったイラク日本人人質事件で人質となった3人のうちの一人を取材。拘束中の生活や当時の心境を告白。

### 第2回
- 中国“コピー商品”問題（リポーター：浅越ゴエ）
- 高速水着"レーザー・レーサー"（リポーター：イモトアヤコ）
- 座敷童の宿“緑風荘”（リポーター：椿鬼奴）
- 有名人BeforeAfter（リポーター：有吉弘行）
- タイガー・ウッズ不倫騒動（リポーター：大久保佳代子）
- “ど根性大根”大ちゃん（リポーター：世界のナベアツ）
- カトリーナの被災地は今…!?

### 第3回
- 中国“iPadコピー商品”問題（リポーター：大久保佳代子）
- お騒がせ動物 NEWS（リポーター：山崎樹範） - 噛み付き猿（三島市）、がけっぷち犬、人面魚を調査。
- 有名人BeforeAfter（リポーター：有吉弘行） - 宅八郎、ブル中野、かつらボクサー・小口雅之を調査。
- ロシアの美しすぎる女スパイ（リポーター：世界のナベアツ）
- 心霊現象（リポーター：椿鬼奴）
- 2歳のヘビースモーカー
- “生放送でプロポーズ”の2人は今…!?
- 懐かしCMあの人は今…!? - 大車輪おじいちゃん（野末実）、禁煙パイポのおじさん（手塚和重）、『牛乳に相談だ』軟体ダンス（KAZUMI）を調査。
- 小浜市の“小浜フィーバー”（リポーター：浅越ゴエ）

## スタッフ
第1回
- 構成：とちぼり元、山際良樹、古賀文恵
- リサーチ：STEELO
- 美術プロデューサー：小美野淳一
- デザイン：岡嶋正浩
- 美術制作：与田滋
- 装置：岡野浩典
- 電飾：西田和正
- 特殊装置：春日公一
- CG：キャニットG
- TK：藤井佑希（TBG）
- 音響効果：幾代学
- メイク：南場千鶴
- SW：柳沢京
- CAM：武村吉雄
- 音声：田中信孝
- 照明：吉川行保
- 編集：奈良直樹
- MA：松田直起
- 美術協力：アックス
- 技術協力：IMAGICA
- 海外コーディネーター：Top Spin Creative Corp.、Yoshiko Susanne Brzezinka
- 編成：金谷卓也（KTV）
- 宣伝：前田香久（KTV）
- AD：藤田由美（IVSテレビ制作）
- AP：河西秀幸（KTV）
- ディレクター：市川貴弘・松田敦・武田喜栄（IVSテレビ制作）
- 監修：佐藤基（IVSテレビ制作）
- 演出：三好剛（IVSテレビ制作）
- プロデューサー：福浦与一・石川直美（IVSテレビ制作）、高島公美・小寺健太（KTV）

第2回
- 構成：とちぼり元、山際良樹、古賀文恵
- リサーチ：STEELO、高村敬一
- 美術プロデューサー：小美野淳一
- デザイン：岡嶋正浩
- 美術制作：与田滋
- 装置：岡野浩典、嘉手刈賢
- 電飾：斎藤幹也
- 特殊装置：鈴木正樹
- CG：キャニットG
- TK：藤井佑希（TBG）
- 音響効果：幾代学、佐藤賢治
- メイク：南場千鶴
- 技術プロデューサー：深谷高史
- SW：河西純
- CAM：矢代祐一
- VE：宮本学
- 音声：片山勇
- 照明：本沢啓史（FLT）
- バーチャルVE：渡辺幸範
- CG：武村吉雄
- 編集：三浦秀稔
- MA：長田浩幸
- 美術協力：アックス
- 技術協力：IMAGICA、ニユーテレス
- 海外コーディネーター：Top Spin Creative Corp.
- 編成：澤田芳博（KTV）
- 宣伝：北村友香理（KTV）
- AD：千葉大輔（KTV）
- ディレクター：坂田佳弘（KTV）、市川貴弘・牧田安弘・武田喜栄（IVSテレビ制作）
- 監修：佐藤基（IVSテレビ制作）
- 演出：三好剛（IVSテレビ制作）
- プロデューサー：高島公美（KTV）、石川直美（IVSテレビ制作）
- チーフプロデューサー：小寺健太（KTV）、福浦与一（IVSテレビ制作）

第3回
- 構成：山際良樹、古賀文恵
- リサーチ：STEELO、ジーワン
- 美術プロデューサー：小美野淳一
- デザイン：岡嶋正浩
- 美術制作：宇賀田暁彦
- 装置：岡野浩典
- 電飾：斎藤幹也
- CG：キャニットG
- TK：TBG
- 音響効果：幾代学、佐藤賢治
- メイク：南場千鶴
- 技術プロデューサー：深谷高史
- SW：河西純
- CAM：矢代祐一
- VE：水野博道
- 音声：篠良一
- 照明：本沢啓史（FLT）
- バーチャル：渡辺幸範、武村吉雄
- 編集：奈良直樹
- MA：大木久雄
- 美術協力：アックス
- 技術協力：ニユーテレス、IMAGICA
- 海外コーディネーター：Top Scene Inc.、グレゴ国際協力、KEN TOURS、Idea Network
- 編成：西澤宏隆（KTV）
- 宣伝：北村友香理（KTV）
- AD：植原脩（KTV）、安田奈央
- ディレクター：近藤兵衛（KTV）、川上修・千頭浩隆・武田喜栄（IVSテレビ制作）
- 監修：佐藤基（IVSテレビ制作）
- 演出：三好剛（IVSテレビ制作）
- プロデューサー：小寺健太（KTV）、福浦与一・石川直美（IVSテレビ制作）
- 制作：関西テレビ、IVSテレビ制作